# Teddy Bjarnason
Theódór Elmar Bjarnason (Reykjavík, 4 marzo 1987) è un calciatore islandese, attaccante del KR Reykjavík.

## Carriera

### Club
Prima di firmare per il Celtic, Bjarnason ha giocato per il KR Reykjavík in Islanda. Ha giocato anche una stagione nella squadra riserve dello Start, ma ha rifiutato l'offerta di un contratto professionistico ed ha preferito tornare nel suo paese.
Bjarnason ha debuttato per il Celtic nell'ultima gara del campionato 2006-2007, contro l'Hibernian, dove ha giocato per tutti i novanta minuti ed è stato indicato come migliore in campo dai suoi tifosi, sul sito ufficiale della sua squadra. È stato in panchina nella finale di Coppa di Scozia della stessa stagione, vinta per uno a zero dal Celtic sul Dunfermline Athletic. È stato considerato, in Scozia, come un calciatore dall'enorme potenziale, ma gli infortuni subiti successivamente ne hanno limitato i miglioramenti.
Il 21 maggio 2007, Bjarnason ha rivelato che avrebbe rinnovato il contratto con il Celtic ed il 13 giugno ha messo la firma su un rinnovo triennale.
Il 15 gennaio 2008, Bjarnason ha firmato per il Lyn, dove ha trovato ampio spazio in prima squadra. Il 22 luglio 2009, si è trasferito agli svedesi del Göteborg.

### Nazionale
Nel mese di marzo 2007, Bjarnason ha ricevuto la prima convocazione in Nazionale, per la gara contro il Liechtenstein. Ha debuttato dal primo minuto, invece, nel match successivo tra l'Islanda e la Svezia, dove è stato nominato migliore in campo tra i suoi, nonostante gli islandesi siano stati sconfitti per cinque a zero. Viene convocato per gli Europei 2016 in Francia.

## Palmarès

### Giocatore

#### Club

##### Competizioni nazionali
- Campionato islandese: 1

KR Reykjavik: 2003
- Supercoppa d'Islanda: 1

KR Reykjavik: 2003
- Campionato scozzese: 1

Celtic: 2006-2007
- Coppa di Scozia: 1

Celtic: 2006-2007